# Midnight City
Singles de M83
Black Hole
(2010) Reunion
(2012)
Midnight City est une chanson du groupe français de musique électronique M83 sortie le 16 août 2011 sur le label Naïve Records. Premier single extrait de leur 6e album studio Hurry Up, We're Dreaming, la chanson est écrite par Anthony Gonzalez, Yann Gonzalez et Morgan Kibby. La chanson est produite par Justin Meldal-Johnsen et Anthony Gonzalez.

## Genèse
À la suite d'un entrainement de football à Los Angeles aux États-Unis, Anthony Gonzalez explique que l'origine de la chanson est lorsqu'il se trouvait dans le Downtown Los Angeles « avec ces gros buildings illuminés, c'est parti de là. Je suis rentré chez moi je me suis fait un petit pétard (rire) et j'ai commencé à penser à ces lumières, à ces grandes villes où on se sent petit mais qui font rêver : cette espèce de modernisme exacerbé, ces écrans géants, il y a quelque chose de fascinant, l'impression d'être dans Blade Runner. J'avais envie de rendre hommage à ces villes ».

## Composition et paroles
Midnight City est une chanson en anglais au style synthpop avec des influences new wave des années 1980. Elle est écrite et composée par Justin Meldal-Johnsen, Anthony Gonzalez, Yann Gonzalez, Morgan Kibby et Brad Laner. La production est réalisée par Justin Meldal-Johnsen et Anthony Gonzalez. Après une introduction, la chanson est composée d'un couplet avec les paroles « Waiting in a car/Waiting for a ride in the dark » qui signifie en français 'Attendant dans une voiture/Attendant une virée dans le noir'. La composition a un battement par minute de 105 en tonalité si mineur. La chanson contient un saxophone. Pour Anthony Gonzales, sa présence semble indispensable, « c'était tellement évident que le morceau ne pouvait pas fonctionner sans ça. On s'est posé pas mal de question avec Justin (Meldal-Jonhsen). Le but c'était d'aller au bout des choses et de ne pas avoir de regret ».

## Liste des pistes
| No | Titre                        | Durée |
| -- | ---------------------------- | ----- |
| 1. | Midnight City                | 4:04  |
| 2. | Midnight City (Instrumental) | 4:01  |

Remix EP
Le 27 septembre 2011, précédant la sortie de l'album, M83 sort un EP de remixes dont le détail est le suivant : 
| No | Titre                                     | Durée |
| -- | ----------------------------------------- | ----- |
| 1. | Midnight City                             | 4:05  |
| 2. | Midnight City (Man Without Country Remix) | 4:13  |
| 3. | Midnight City (Team Ghost Remix)          | 3:58  |
| 4. | Midnight City (Trentemøller Remix)        | 7:29  |
| 5. | Midnight City (Big Black Delta Remix)     | 3:41  |

## Classement hebdomadaire
| Classement (2011–2014)                  | Meilleure position |
| --------------------------------------- | ------------------ |
| Australie (ARIA)                        | 37                 |
| Belgique (Flandre Ultratop 50 Singles)  | 32                 |
| Belgique (Wallonie Ultratop 50 Singles) | 32                 |
| Canada (Alternative Rock)               | 15                 |
| Écosse (OCC)                            | 30                 |
| États-Unis (Hot 100)                    | 72                 |
| États-Unis (Alternative Songs)          | 5                  |
| États-Unis (Dance Club Songs)           | 19                 |
| États-Unis (Hot 100)                    | 72                 |
| France (SNEP)                           | 8                  |
| Royaume-Uni (UK Indie Chart)            | 2                  |
| Royaume-Uni (UK Singles Chart)          | 34                 |
| Suisse (Schweizer Hitparade)            | 66                 |

## Anecdotes
- La chanson Le Poids D'un Gravillon de Disiz sample Midnight City.
- Midnight City est utilisée par la chaîne de télévision TF1 durant l'Euro 2012, pour accompagner les génériques de fin de match[19]. Lors de la saison 2012-2013 de la Ligue 1, l'ancien stade de l'Olympique lyonnais utilisait la chanson lors de l'entrée des joueurs sur le terrain[20].
- Le morceau est utilisé par Renault en avril 2013 pour une publicité pour le Captur[21].
- Ce morceau fait aussi partie de la bande originale du jeu Grand Theft Auto V, uniquement sur PC, Xbox One et PS4, disponible sur la radio Non-Stop Pop FM.
- Le morceau est utilisé dans le film Warm Bodies
- L'ouverture de la série Ragnarök se fait sur cette musique.
- Le dernier épisode de la saison 4 de la série For All Mankind se conclue sur ce titre.
- La chanson a été utilisée pour la présentation des athlètes français des jeux olympiques de Paris 2024 lors de la parade sur la Seine.